# Djankoi
Geankoi (în ucraineană Джанкой, la fel și-n rusă; germană: Dshankoj, tătara crimeeană: Canköy, idiș: דזשאנקאיע) este oraș regional în Republica Autonomă Crimeea, Ucraina. Deși subordonat direct regiunii, orașul este și reședința raionului Geankoi. 

## Demografie
Componența lingvistică a orașului Geankoi
     Rusă (83,14%)
     Ucraineană (7,6%)
     Tătară crimeeană (7,13%)
     Alte limbi (1,14%)
Conform recensământului din 2001, majoritatea populației orașului Geankoi era vorbitoare de rusă (83,14%), existând în minoritate și vorbitori de ucraineană (7,6%) și tătară crimeeană (7,13%).